# Kieran Djilali
Kieran Stephen Larbi Allen-Djilali, né le 22 janvier 1991 à Londres au Royaume-Uni, est un footballeur britannique d'origine marocaine évoluant au Cork City FC en Airtricity League.

## Biographie

### Carrière en club
Avec le club des Sligo Rovers, il joue deux matchs en Ligue des champions, et 4 matchs en Ligue Europa.

## Palmarès
- Vainqueur de la Football League Two en 2011 avec Chesterfield
- Vainqueur de la Coupe d'Irlande en 2013 avec le Sligo Rovers FC
- Vainqueur de la Sentata Cup en 2014 avec le Sligo Rovers FC